# Aubrieta parviflora
Aubrieta parviflora är en korsblommig växtart som beskrevs av Pierre Edmond Boissier. Aubrieta parviflora ingår i släktet aubrietior, och familjen korsblommiga växter. Inga underarter finns listade i Catalogue of Life.

## Bildgalleri

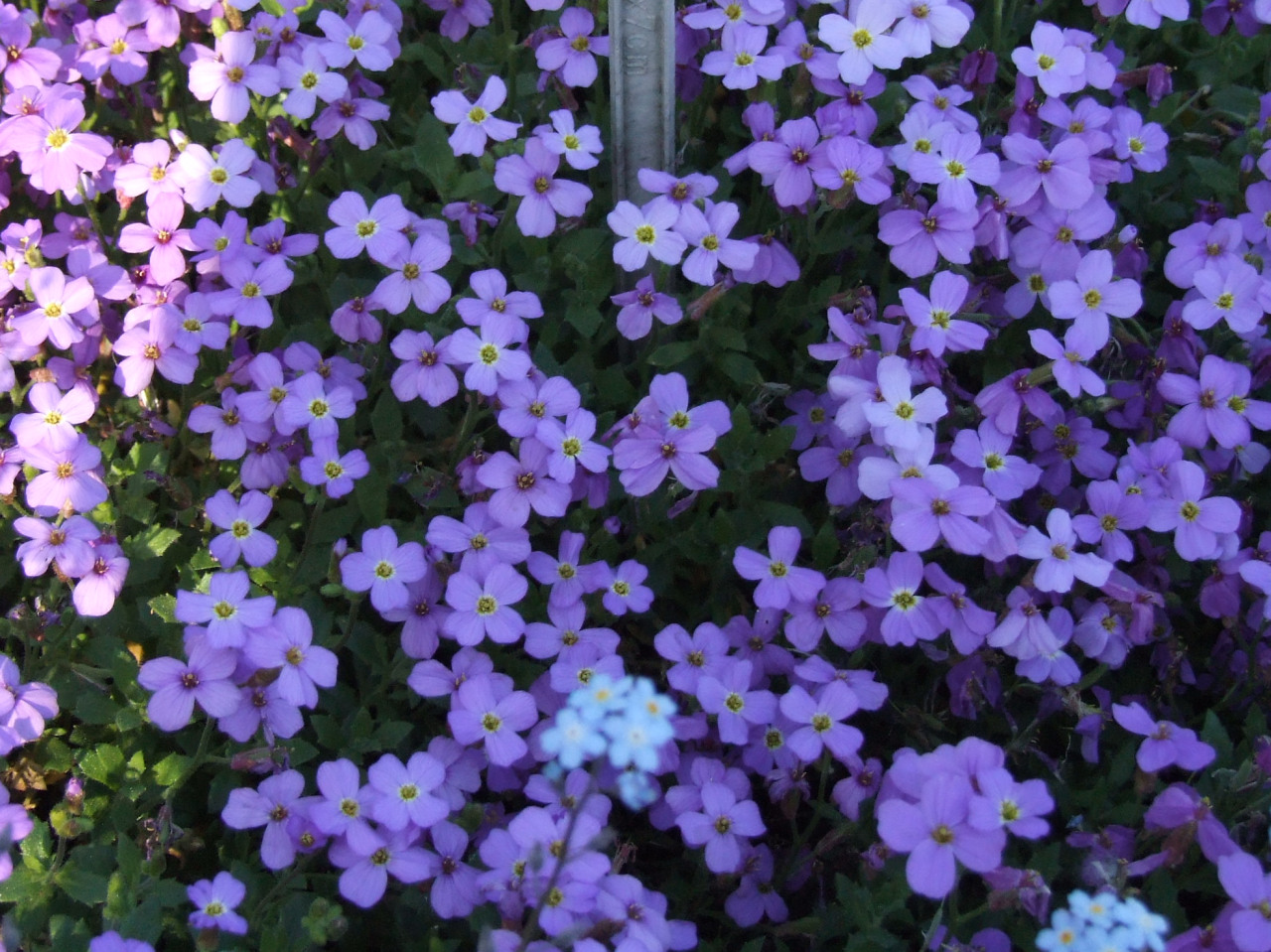
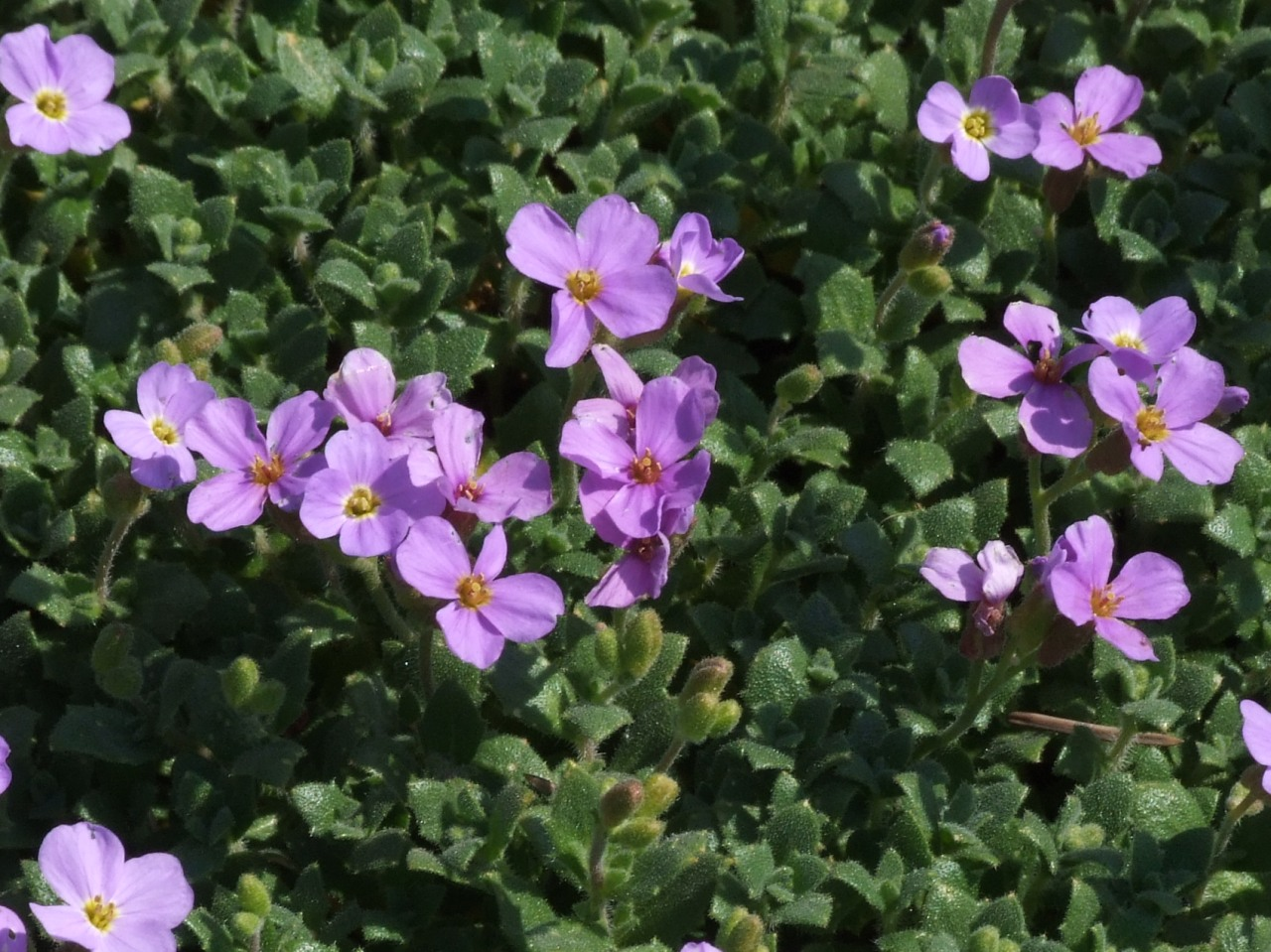